# Dommedagsbjerget
Dommedagsbjerget, Orodruin eller Ildbjerget er et vulkanbjerg i J.R.R. Tolkiens roman Ringenes Herre.
Historien fortæller at Herskerringen blev smedet af Sauron i Dommedagsbjerget, som er en vulkan i landet Mordor. Og kun i Dommedagsbjerget kan ringen blive smeltet og tilintetgjort.
Det gøres af Frodo Sækker ved slutningen af Den Tredje Tidsalder.